# Progress M-13
Progress M-13 (ryska: Прогресс М-13) var en rysk obemannad rymdfarkost som levererade förnödenheter, syre, vatten och bränsle till rymdstationen Mir. Den sköts upp med en Sojuz-U2-raket från Kosmodromen i Bajkonur den 30 juni 1992 och dockade med Mir den 4 juli. Första dockningsförsöket misslyckades. Den lämnade rymdstationen den 24 juli 1992 och brann upp i jordens atmosfär några timmar senare.

### Fotnoter
1. ↑  ”NASA Space Science Data Coordinated Archive” (på engelska). NASA. https://nssdc.gsfc.nasa.gov/nmc/spacecraft/display.action?id=1992-035A. Läst 1 mars 2020.
2. ↑  Manned Astronautics - Figures & Facts Arkiverad 9 oktober 2007 hämtat från the Wayback Machine., läst 15 juli 2016.